# Ивайло (село)
Вижте пояснителната страница за други значения на Ивайло.
Ивайло е село в Южна България, община Пазарджик, област Пазарджик.

## Географска характеристика
Село Ивайло е съставено от бившите села Кула и Касаплий. То е най-близко намиращото се до град Пазарджик село, на 1 км разстояние северно от града. Разположено по дължината на бившия тополнишки канал Делиарк в който се е вливало откъм север Теликдере и е представлявал малка река. Землището на Ивайло изобилства с много извори. Съществуването на местността Алтън пара (Златна местност) е доказателство за плодородното му землище.

## История
Село Ивайло е богато на исторически паметници от тракийската епоха, това са 18 доста големи надгробни могили и остатъци от тракийски селища. При копането на пръст за тухли в една от тях, наречена Голямата могила, са открити части от погребална колесница. В местността Алтън пара също има могили в които тук са открити големи делви.
- По-старо е бившето село Касаплий, на изток от панагюрското шосе и на юг от Делиарк, което днес съставлява средната махала на Ивайло. Първоначално то е било турско село. Според народното предание, турците измрели от някаква епидемия и на тяхно място дошли българи. В него били построени два чифлика, които са разрушени по време на Освобождението. Последният притежател на единия чифлик бил беят Стамболлията от Пазарджик, а последният притежател на другия чифлик бил гъркът Лало Гушаа, също от Пазарджик. По всяка верояност около чифлиците се е събрало българско население. Според Стефан Захариев името на селото Касаплий (Касаплъ) вероятно е във връзка с „касаплък“ – клане на добитък от турците, жители на селото. Има и други предположения, защото през 1845 г. селото се е наричало Касабалар или Кесабанлъ, което може би показва връзката на селото с град Пазарджик, по-конкретно като част от него.
- Другото съставно село Кула, което заемало най-източната махала на селото, било по-ново и по-малко. Възникнало е във връзка с чифлика на Асан бей Каванзоглу. Този чифлик е бил един от най-големите в Пазарджишко. Имал голяма кула, от която селото получава името си. Било е чисто българско село, чието население предимно от работници се събира около чифлика.

След Освобождението Касаплий и Кула биват обединени с общото име Кула–Касаплий, което през 1934 г. е заменено от днешното Ивайло.

## Създаване и развитие на ОУ „Св. св. Кирил и Методий“
Голямото желание на българския народ за просвета и книжнина не останали
чужди и за населението на село Кула-Касаплии, преименувано през 1934 г.
в с. Ивайло. Началото на училище „Св. св. Кирил и Методий“ е построено през
1879 година – две години след Освобождението. Тогава със средства събрани
от населението на стопански начала се построява първата училищна сграда. Сградата била едноетажна, построена от камъни и кирпич, с дървена конструкция и покрита с турски керемиди, състояща се от две големи класни стаи, една малка стая за учителите и голям коридор. Първоначално съществувала една паралелка от 10 – 12 деца. Първият учител бил Иван Ангелов – Гроша, от село Церово, преселник в Ивайло. Шест години учил децата в Ивайло (1880 – 1886). Не е имал педагогическо образование, но за времето си бил най-образованият, понеже бил грамотен.
Вторият учител бил Атанас Кьоравия от Пазарджик (той преподава от 1887 до 1901 г.). В продължение на 30 години един учител обучавал всички ученици. Следват имената на Георги Абаджиев, който преподавал от 1902 - 1905 г., и Христо Иванов (от 1905 - 1909 г.), и двамата от Пазарджик. Към 1910 г. учителите станали двама - главен учител - Темистокли Ламбрев и помощник учител - Стоянка Канева (и двамата са от Пазарджик). Те обучавали по две отделения слято, по този начин се събирали по 15 - 16 деца в паралелка. През 1920 г. са назначени двама младежи от село Ивайло, завършили Пазарджишката гимназия. Това били Георги И. Благов и Костадин Д. Михайлов, а по-късно на мястото на Костадин Михайлов е назначен Борис К. Цветанов - завършил педагогическа гимназия в Панагюрище. Това е първият учител със средно педагогическо образование. През 1931 г. са назначени още четирима учители, така училището става пълно начално. Началото на прогимназията е поставено през 1932 г. През 1933 г. е назначен първият директор на училището - Стоян Ставрев, завършил СУ „Климент Охридски“ със специалност география. По време на Ст. Ставрев училището се разраства и става едно от най-добрите в района. Оформя се като средищно. В него се обучавали ученици от селата: Драгор, Сарая, Гелеменово, Априлци, Добровница и Крали Марко. В избата на училището имало трапезария, където учениците се хранели, като носели продукти. Училището разполагало с 350 дкр земя, която се давала под наем чрез търг на малоимотните селяни. От 1939 до 1944 г. директор на училището бил Тослитион Серев.

## Православен харм „Св. Вмчн Георги“
"На основание окръжно № 1132 от 06.06.1978 г. на Митрополията в град Пловдив, задължава
всички свещеници на църквите да проучат миналото на църквата чрез документи и разкази
на очевидци или предания и създадат Летописна книга, в която да отразят от създаватнето – 1978 година всички по-важни моменти от живота на църквата, някои по-важни исторически събития, свързани с църквата както и занапред да бъдат отразявани в книгата.
"Свещеник Атанас Костадинов Николов от град Пазарджик, роден в град Сандански (Св. Врач), през 1930 година и завеждащ храма „Св. Вмчн Георги“ село Ивайло, Пазарджишко се заех да събера сведения за църквата от построяването и до днес по някои документи и разкази на живи очевидци. В село Ивайло (Кула-Касаплии)-Пазарджишко до 1941 година не е имало църква. Като енория обаче е съществувала, но е била като съставка към църквата „Св. св. Константин и Елена“ град Пазарджик. Още от 1922/1923 година, под главната инициатива на жителя от Ивайло – Стойко Георгиев Велев, по прякор „Рака“, се е повдигнал въпроса за построяването на самостоятелна църква в селото. Митрополията в Пловдив взела присърце желанието им. Започнало да се подготвя документация, сметки, планове. Под ръководството на архитект-проектант Стоян Михайлов чертежите били готови през 1937 година. Църквата представлявала „корабка“, с размери 20x10 м и височина с издаденото на олтара 22-10-8 метра. Камбанарията, която се издига от самата църква на западния и край, надвишава сградата с още 5 метра.
Ръководството на строежа е било предадено на свещеник Стефан Филипов от село Сарая, Пазарджишко. По негова инициатива е било съставено и първото църковно настоятелствов състав:
- Стойко Г. Велев
- Йордан Атанасов Димитров
- Ангел Игнатов Николов
- Георги Стефанов Гочев
- Пенка Георгиева Тодорова
- Георги Танков Генчев

Тогавашният кмет Георги Йорданов Благов определил и дял от общинската мера за място на църквата. Това се наложило, поради това, че помпената станция взела подарените ниви от жителите на селото и била дадена селска мера, която днес е превърната в селски парк. Цялото село изявило желание да помага с каруци и труд.
Строежът на църквата бил поверен на майстора-строител Илко Хубенов Цаковски от Пазарджик. Строежът започнал през 1938 година.
Поради мобилизация на майстора през 1940 година, работата продължил майстор-строител Тодор Нонков Стойнов от село Кози рог, Габровско. Но и той не могъл да я завърши напълно. Накрая строенето било дадено на Георги Илиев Пелтеков от село Гелеменово, Пазарджишко, за да довърши балкона, стълбите отвън, вътрешността, да направи циментова мазилка на пода. През 1941 година църквата била напълно завършена. Пристъпило се към вътрешно уреждане. По инициатива на Стойко Георгиев Велев, който приканил жителите на селото да помогнат за обзавеждането на църквата, братята Петър и Любен Немски обещали да закупят иконостаса. Дали поръчка при майстор-резбаря Марчо Радулов Марчев от гр. София, който направил иконостаса и резбата по него през 1942 година. На следващата година – 1943, художник-зографът Петър Илиев Джамджиев нарисувал иконите на иконостаса, които били закупени от жителите на селото и подарени на църквата." Това е част от историята на храма, написана от свещеник Атанас Николов.

## За читалищното дело в село Ивайло
Читалище „Отец Паисии“ е основано на 12 ноември 1927 година с 20 членове и 510 тома книги. Избрано е настоятелство с председател Петър Тодоров Цветанов, зам. председател Иван Ат. Йотов, секретар Костадин Добрев, касиер Йордан Атанасов, библиотекар Тано Коцев и съветници: Атанас Петров, Борис Костадинов, Запрян Гълъбов. Всички заседания на читалищното настоятелство се провеждали в училищната сграда, където се е помещавала и библиотеката.
Читалищната сграда е построена през 1948 година на стопански начала с помощта на цялото население. От 1948 до 2006 година за председатели на читалището са избирани: Георги В. Лазаров, Борис Костадинов Цветанов, Запрян Ат. Велев, Александър Куртаков, Никола велев и Илия Добрев (председател към настоящия момент).
Като библиотекари в читалището са работили Георги Коцев, Георги Янев, Марийка Янева, Гроздена Василева, Николина Велева, Иванка Атанасова и Мариана Владимирова (настоящ библиотекар).
Още от създаването си в читалището кипи усилена дейност – често гостуват изявени лекари, агрономи, учители и други личности, които изнасят открити беседи и лекции на различни теми.
Будни младежи от селото, заедно с преподаватели от училището подготвят и изнасят първото театрално представление „Левски – неговото залавяне и обесване“. Следват пиесите „Гераците“, „Кара Танас“, „Изгубена Станка“ и др., които събират публика дори и от околните села, както и от Пазарджик. Формиран е танцов колектив към читалището и инструментален състав от местни „свирци“: Атанас Йорданов Тодоров, Игнат Ташков, Георги Есев и Иван Лазаров. Колективите участват на окръжни и регионални събори. На събора за народно творчество край язовир Батак, местният певец Георги Котов получава награда и грамота за отлично представяне с песента „Султан Тодора думаше“.
През 1964/1965 г. са подготвени и изнесени пиесите „Върла магесница“ и „Женско царство“, същите са играни при огромен успех в Пазарджишките села Мирянци и Черногорово.
На Общинския фестивал на художествената самодейност в село Главиница през 1966 г. читалището се представя с битовата група под ръководството на Илия Бойков. Сред индивидуалните изпълнители са Тодорка Добрева, Георги Котов и Георги Въртигов.
След кратко прекъсване през 1980 г. битовата група се възобновява с ръководител Чавдар Ралчев. Групата участва на фестивали в София, Батак, Пазарджик и е лауреат на престижни отличия, грамоти и медали.

## Редовни събития
Ежегоден събор на 06.05 – Гергьовден, на тази дата е и храмовият празник в селото.
Сутринта се отслужва света литургия в църквата за здраве на жителите на селото.
Празникът продължава с богата музикална програма на центъра пред кметството.
На християнския празник Сирни Заговезни се прави карнавално шествие на „кукери“
(местното население ги нарича още „джумали“)- традицията е била
прекъсната за известно време, но е възстановена от местния преподавател
по български език и литература Илия Добрев.

## Галерия
- Кметство с. Ивайло
- ОУ „Св. св. Кирил и Методий“
- ЦДГ „Веселка“
- Лъвовата чешма
- Самодеен фолклорен състав от с. Ивайло

1. ↑  www.grao.bg